# 유럽하마
유럽하마(학명: Hippopotamus antiquus)는 하마과 하마속에 속했던 고생물으로, 플라이스토세 중기 지바절에 걸쳐 전 유럽에서 번성했다. 현존하는 하마보다 덩치가 더 큰 대형 초식 포유류였으며, 약 400,000년 전에 절멸하여 자취를 감추었다.

## 연혁
유럽하마는 플라이스토세 초기에 처음 출현하였다. 이탈리아의 상(上)발다르노 분지에서 발견된 화석 기록에 의하면 그 시기는 대량 190-170만 년 전으로 추산된다. 또한 110-100만 년 전에 이르러 알프스산맥 북부로 서식지를 넓혔고, 화석 표본 가운데 가장 현시대에 가까운 것은 621,000-563,000년 전의 것이나 일부는 그보다 더 가까운 424,000-374,000년 전의 것일 수도 있다. 약 524,000년 전 이후의 것으로 판명되는 하마속 화석은 대개 현생 하마(Hippopotamus amphibius)의 것이다. 가장 이른 시기의 것으로 추정되는 유럽의 현생 하마 화석은 약 500,000년 전의 것으로 보이므로, 확실하지는 않으나 유럽하마와 하마가 동시기에 유럽에서 공존했을 가능성도 있다.

## 분포

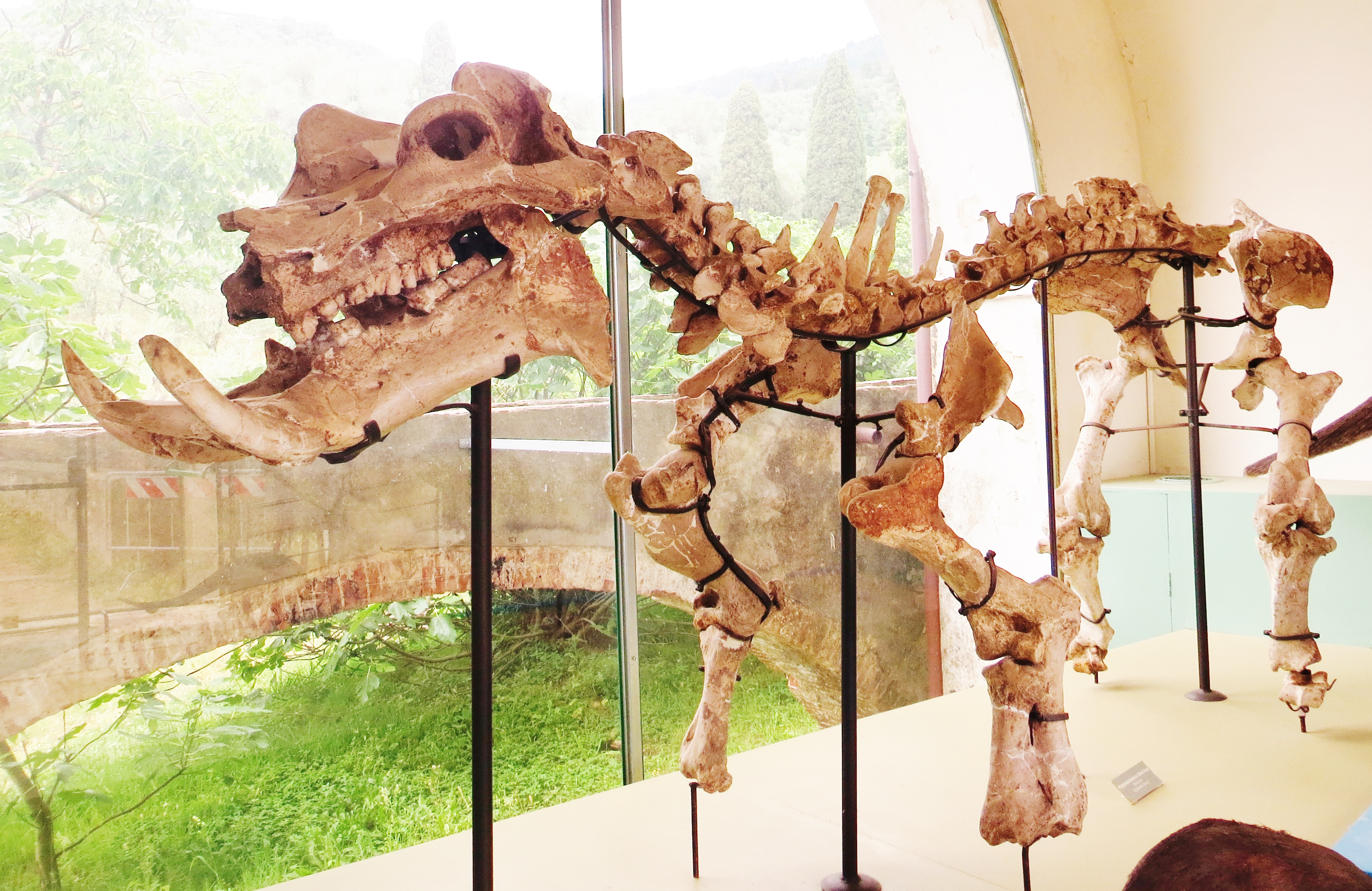
이탈리아 피사 자연사박물관에 전시된 골격 표본

한때 유럽하마는 남서쪽으로는 이베리아반도·북서쪽으로는 브리튼 제도·북동쪽으로는 라인강·남동쪽으로는 그리스에 이르기까지 폭넓은 지역에 분포했다. 또한 최동단 화석 기록은 조지아의 아칼칼라키에서 발견되었으며, 이로 미루어 볼 때 동쪽으로는 캅카스산맥의 조지아까지도 분포했던 것으로 보인다. 이들의 분포는 온도 변화에 크게 좌우되었기에 기온이 높아지는 간빙기 동안에만 북부 쪽으로 이동할 수 있었다.

## 생태
평균 몸무게가 3,200kg에 달하는 초대형 포유류였던 유럽하마는 현생 하마보다 몸이 크고 무거웠지만 고르곱스하마(Hippopotamus gorgops)보다는 작았다. 유럽하마는 하마에 견주어 수중 생활에 더 훌륭하게 적응한 형태를 갖추고 있었는데, 이를테면 두개골에서 안와가 자리한 위치가 더 높은 편이었고 발등뼈 길이가 좀더 짧았다. 질소 동위원소 분석에 따르면 식성도 육상 식물을 선호하는 하마와는 달리 물풀을 더 즐겨 먹었던 것으로 보인다.
크레타난쟁이하마(H. creutzburgi)는 유럽하마가 크레타섬으로 건너간 뒤 섬의 왜소 발육화의 영향으로 왜소화된 종으로 추정되고 있다.